# مقصدهای پروازی لوفت‌هانزا
بنا بر داده‌های آوریل ۲۰۱۴ میلادی، لوفت‌هانزا به ۱۸ مقصد داخلی و ۱۹۳ مقصد بین‌المللی در ۸۱ کشور جهان پرواز انجام می‌دهد که شامل پروازهای شرکت‌های زیرمجموعهٔ لوفت‌هانزا مانند لوفت‌هانزا سیتی‌لاین و لوفت‌هانزا رجینال نیز می‌شود.
برای مقصدهای پروازی لوفت‌هانزا کارگو، مقصدهای پروازی لوفت‌هانزا کارگو را بنگرید.

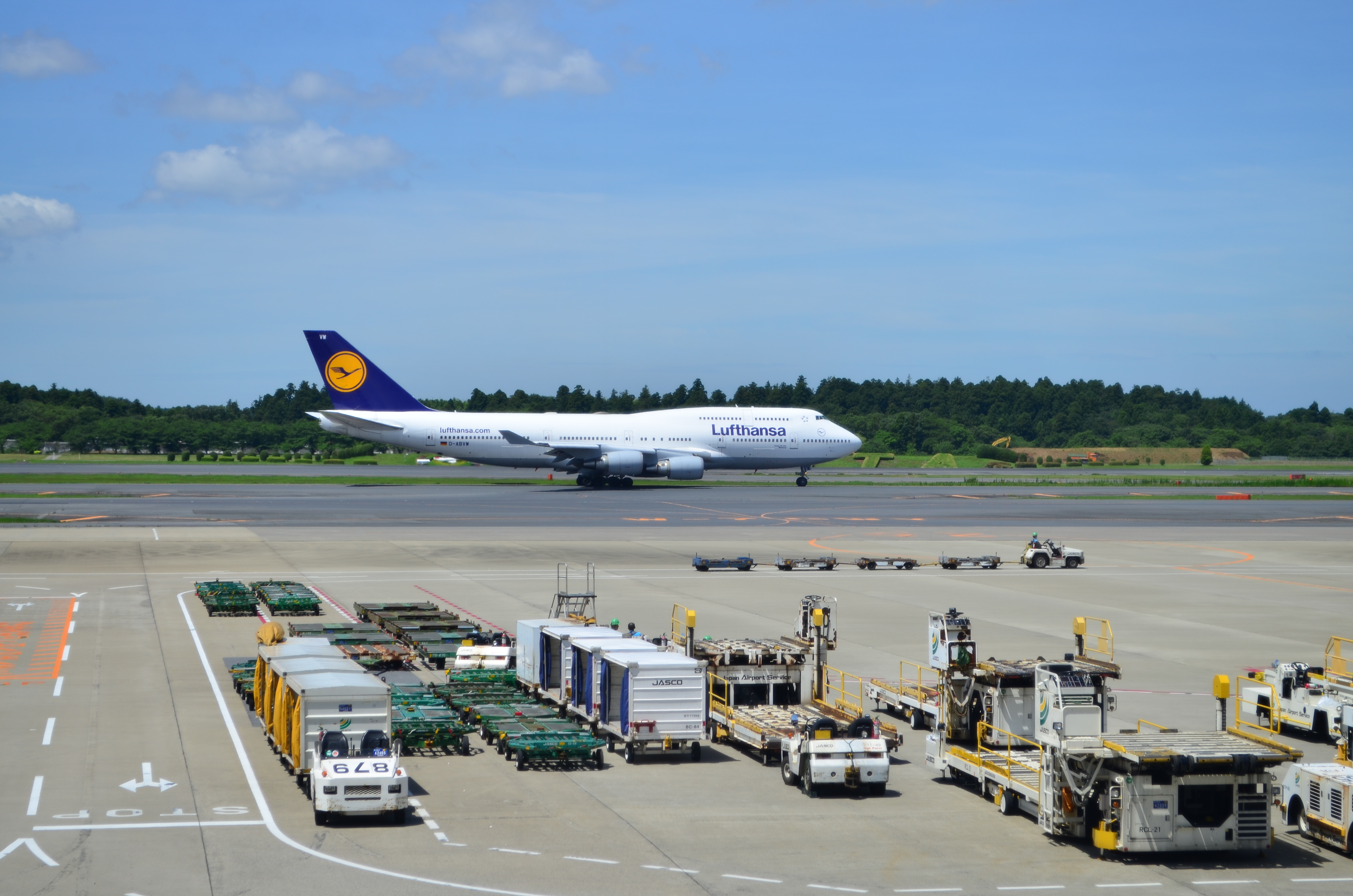
یک فروند هواپیمای لوفت‌هانزا در فرودگاه بین‌المللی ناریتا.

|  | قطب              |
|  | شهر مرکزی        |
|  | مسیرهای آینده    |
|  | مسیرهای فصلی     |
|  | مسیرهای متوقف‌شده |